# آریون تیره
آریون تیره (شکم‌پا)(نام علمی: Arion fuscus) نام یک گونه از سرده شکم‌پایان آریون است.